# Nacionalisme d'esquerres
El nacionalisme d'esquerres és una forma de nacionalisme basada en l'igualtat social, la sobirania popular i l'autodeterminació nacional. El nacionalisme d'esquerres típicament abraça l'antiimperialisme. Contrasta amb el nacionalisme de dretes, i sovint s'oposa al nacionalisme ètnic per aquest motiu, malgrat que algunes formes de nacionalisme d'esquerres han inclòs plataformes de racisme, afavorint una societat homogènia, rebutjant minories i oposant-se a la immigració.
Entre els moviments nacionalistes d'esquerres més notables hi ha l'Exèrcit d'Alliberament de Subhas Chandra Bose, que va promoure la independència de l'Índia; la Guerra d'Alliberament de Bangladesh; Sinn Féin, un partit republicà irlandès; el Partit Nacional Bolxevic i el seu successor L'Altra Rússia; la Lliga de Comunistes de Iugoslàvia, el Front Negre d'Alemanya i el Congrés Nacional Africà a Sud-àfrica sota Nelson Mandela.